# Clubiona altissimoides
Clubiona altissimoides là một loài nhện trong họ Clubionidae.
Loài này thuộc chi Clubiona. Clubiona altissimoides được miêu tả năm 2007 bởi Liu et al..